# Sneltram

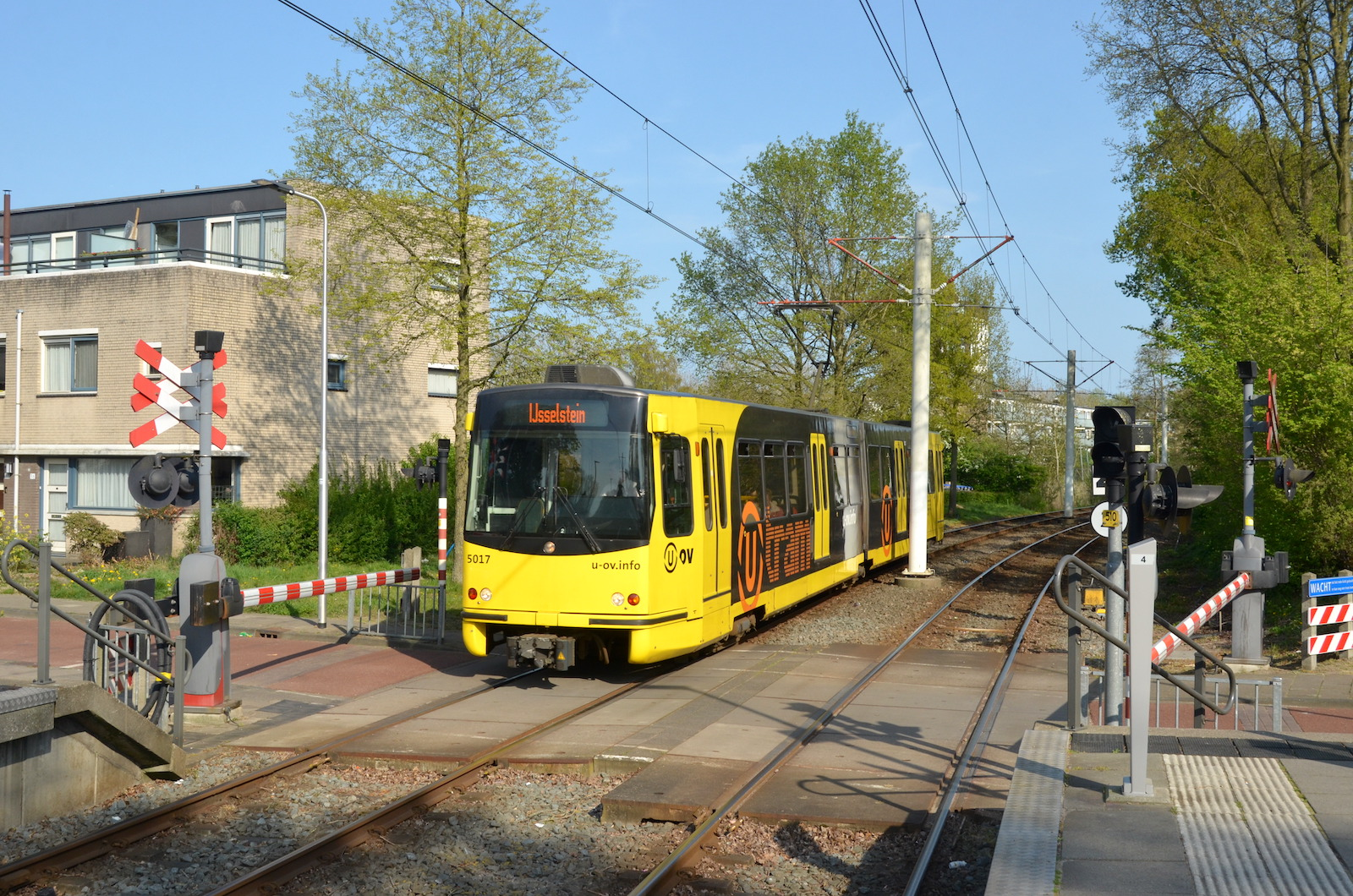
"Klassiek" sneltramconcept met vrije baan, hoge perrons en slagbomen.

Een sneltram valt binnen de term lightrail en is een mengvorm van een tram met metro- of spoorwegkenmerken. Er rijden trams op zulke lijnen, maar de infrastructuur vertoont kenmerken die ook bij trein of metro worden aangetroffen; soms is er zelfs sprake van gecombineerd gebruik. Dit type tram verzorgt vervoer van stadscentra naar wat verder weg gelegen buitenwijken en voorsteden. Deze vorm van sneltrams in Nederland ging in de jaren tachtig rijden. Voor de jaren 1980 waren al tramlijnen met een snel karakter. Bekende voorbeelden zijn de huidige lijn 11 in Den Haag en het tramtraject over de Cornelis Lelylaan in Amsterdam.
De tweede generatie sneltrams werd vanaf de jaren zestig in Duitsland ontwikkeld onder de noemer Stadtbahn. Trams hadden toen vaak een breedte van 2,20 m tot 2,40 m; met een zeldzame uitschieter van 2,50 m in Keulen. Stadtbahn-trams hadden vaak al een breedte van 2,65 m en daarbij ook een grotere afstand tussen de draaistellen. De lengte van zo'n "nieuwe tram" was 25 m tot 28 m: even lang als de toen gebruikelijke achtassers. Deze grotere capaciteit kwam extra tot zijn recht doordat de trams te koppelen waren. Dit gebeurde ook en vooral tijdens vervoer van passagiers, iets wat uiterst zeldzaam was bij reguliere gelede trams in de jaren 1970. Stadtbahn-/sneltrams hebben daarnaast een hogere topsnelheid voor de afstanden buiten de bebouwde kom. Door ze een eigen baan (en vaak voorrang bij kruisingen) te geven zijn ze ook daadwerkelijk sneller binnen de bebouwde kom.

## Geschiedenis

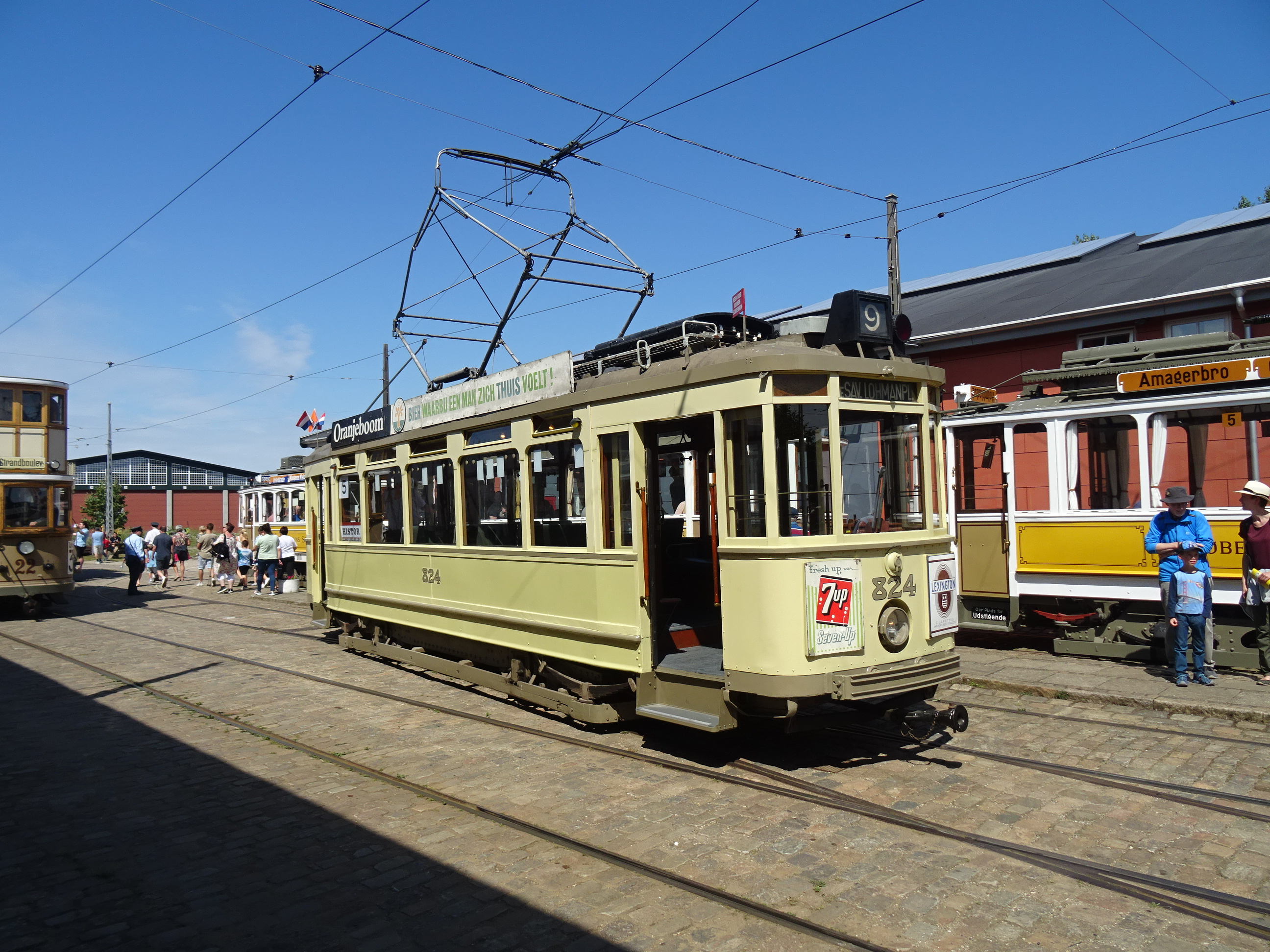
Tram uit de serie 800 voor lijn 11.

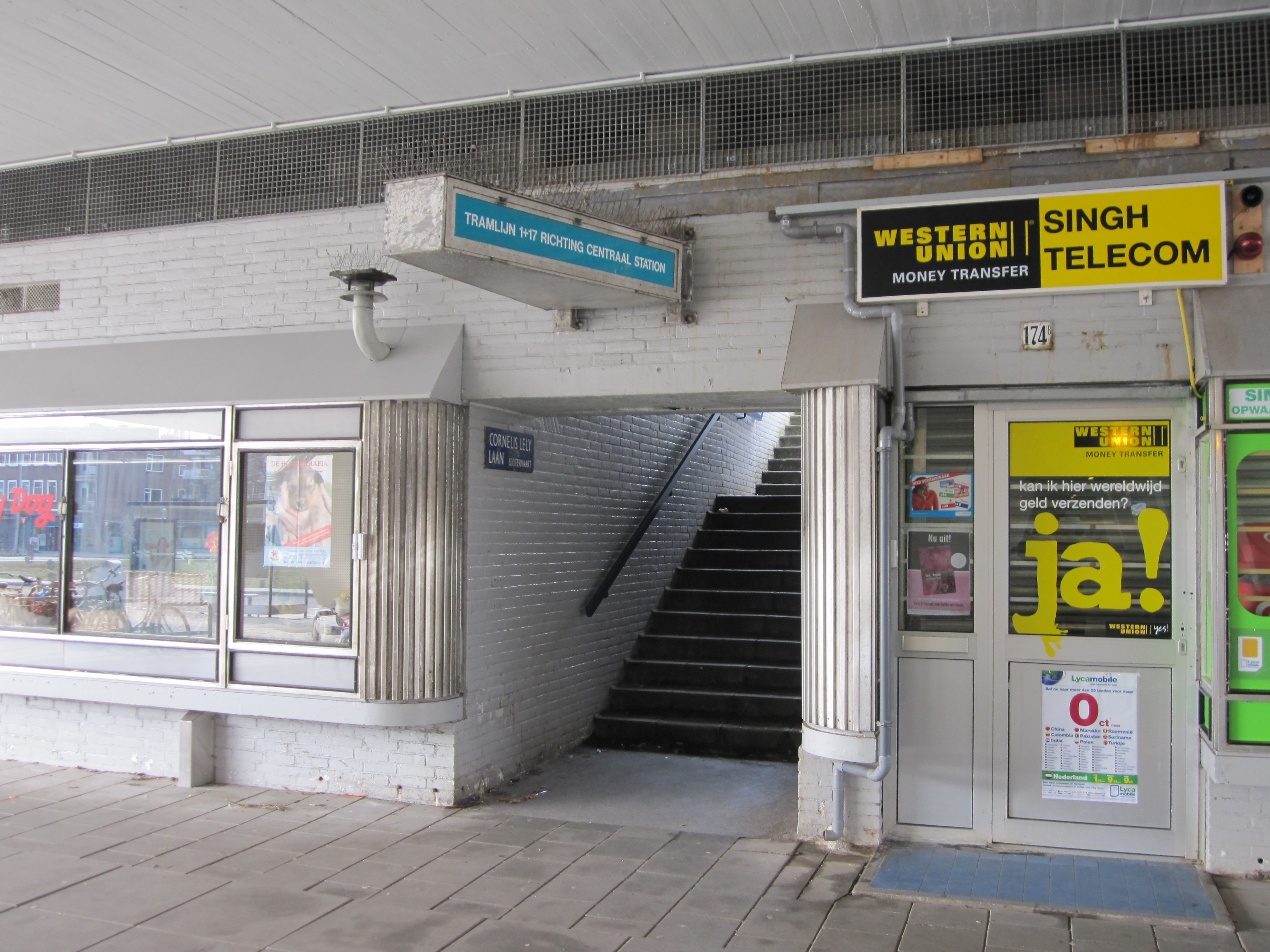
Toegang tot tramhalte lijn 1, 17 en 27 richting Centraal Station, Amsterdam Slotervaart.

De eerste sneltramlijn van Nederland is de geheel op vrije baan liggende Haagse tramlijn 11, die op 15 juli 1927 in bedrijf werd genomen door de net opgerichte NV Gemengd Bedrijf der Haagsche Tramweg-Maatschappij (sinds 2002 NV HTM Personenvervoer). Deze voormalige stoomtramlijn ligt geheel binnen de stad en er was een speciale serie trams voor gebouwd. Deze serie reed tot 1965. Sindsdien rijden er geen speciale trams meer; toch heeft de lijn in tegenstelling tot andere Haagse stadstramlijnen uit die tijd een snel karakter dankzij de vrije baan.
De tweede tramlijn in Nederland waarvoor het begrip "sneltram" werd gebruikt, ging in 1962 in Amsterdam rijden. Dit was de toen heropende en verlengde tramlijn 17, sinds 1971 tramlijn 1, tussen Surinameplein en Osdorp. Met name de route over de Cornelis Lelylaan had een sneltramkarakter, kruisingsvrij en in het midden van een stadsautoweg. De baan was aanvankelijk op groefrails in het zand aangelegd en begon al snel te verzakken waarbij vooral bij enige snelheid de trams hevig slingerden. In de jaren tachtig is de baan verbeterd en is er veldspoor met betonnen dwarsliggers in een grindbed aangelegd. In 1972 kwamen er gelijkvloerse kruisingen met de afritten van de Ringweg en in 1986 kwamen er gelijkvloerse oversteekplaatsen bij het nieuwe station Amsterdam Lelylaan. Het begrip sneltram heeft zich elders verder ontwikkeld, zodat deze route naar de huidige maatstaven geen sneltram meer genoemd kan worden, maar een "snelle tram".
In Duitsland werd in dezelfde periode (1961) bij de verbouwing van de huidige A40 tot de Ruhrschnellweg in de middenberm een soortgelijke tramlijn aangelegd tussen de Bismarckplatz in Essen en Mülheim an der Ruhr, lijn 8/18. Deze lijn werd vanaf 1977 verbouwd tot Stadtbahn, lijn U18. Toen is men er ook met sneltrammaterieel gaan rijden. Aan de andere kant van de Ruhrschnellweg verscheen tussen de watertoren en Kray in de middenberm lijn 3, in 1985 vervangen door een geleide bus.    
De in 2005 ingestelde Amsterdamse tramlijn 26 naar IJburg heeft veel kenmerken van een sneltram, waaronder de Piet Heintunnel, maar maakt geen gebruik van sneltrammaterieel.

## Sneltrams vanaf de jaren zeventig

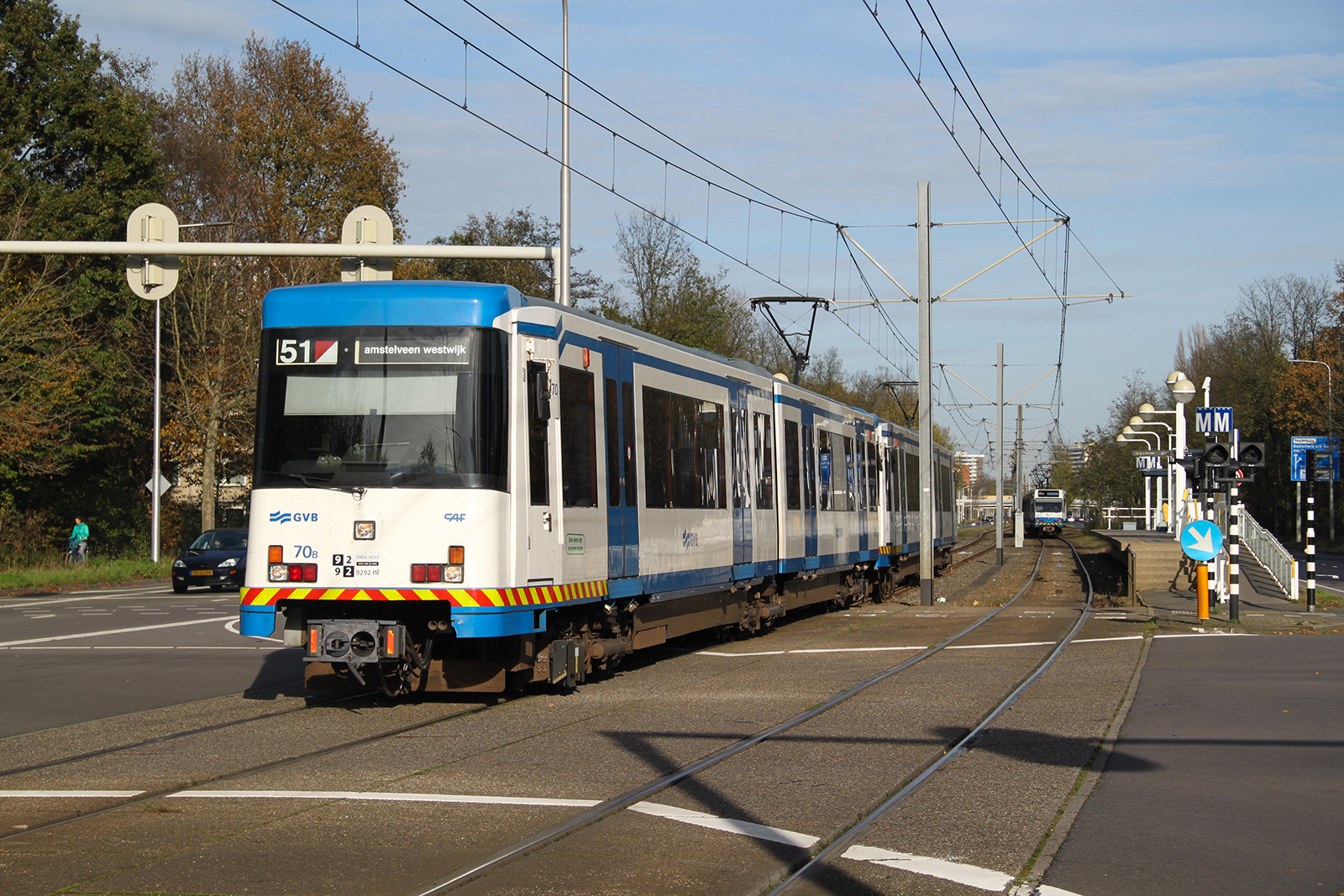
Twee typen sneltrams op de Amstelveenlijn.

De tweede generatie sneltram vanaf de jaren zeventig heeft een hoge vloer, hoge perrons en daarom een gelijkvloerse instap. Het voertuig is breder dan een tram (meestal 2,65 meter breed) en maakt volledig gebruik van een eigen baan. Dit soort sneltrams vertoont veel gelijkenissen met een metro, het belangrijkste verschil met een volwaardige metro is dat er gelijkvloerse kruisingen zijn. Een sneltram kan dus gezien worden als oplossing voor lijnen met meer vervoer dan een tram aankan, met beduidend lagere aanlegkosten dan een volwaardige metro.

### Beveiliging
Bij de eerste generatie sneltramlijnen zijn de meeste kruisingen, net als bij een gewone tram, alleen beveiligd met verkeerslichten of waarschuwingslichten. Er worden bij nieuwe sneltramlijnen of verlengingen steeds vaker met spoorbomen beveiligde overwegen toegepast. Bij de sneltramlijnen in Rotterdam zijn de kruisingen later alsnog beveiligd met spoorbomen, vanwege het grote aantal ongevallen op de overwegen. Bij de Utrechtse sneltram zijn in Nieuwegein inmiddels drie en in IJsselstein bijna alle overwegen beveiligd conform treinoverwegen, met slagbomen, en op de Uithoflijn één.  Ook verscheen er bij de Amstelveenlijn (in 2004) één anders beveiligde overweg bij de verlenging naar Westwijk.

### Lagevloer-materieel
Door de ontwikkeling van de lagevloertram is het niet meer noodzakelijk hoge perrons te gebruiken om een gelijkvloerse instap mogelijk te maken. Daarom kennen de sneltrams voor de Zoetermeer Stadslijn (RandstadRail) en voorheen het proefbedrijf van de RijnGouwelijn geen hoge vloer meer, maar juist een lage vloer, net als de moderne lagevloer-stadstrams. Sinds eind jaren negentig maakt ook de Stadtbahn van Keulen gebruik van lagevloer-sneltrams: deze hebben ook een grote radstand en hoge topsnelheid en zijn nog echte sneltrams. Groot voordeel is dat door het vervallen van de hoge perrons het eenvoudiger is sneltrams in te passen in (binnen)steden.

## Sneltrams in Nederland

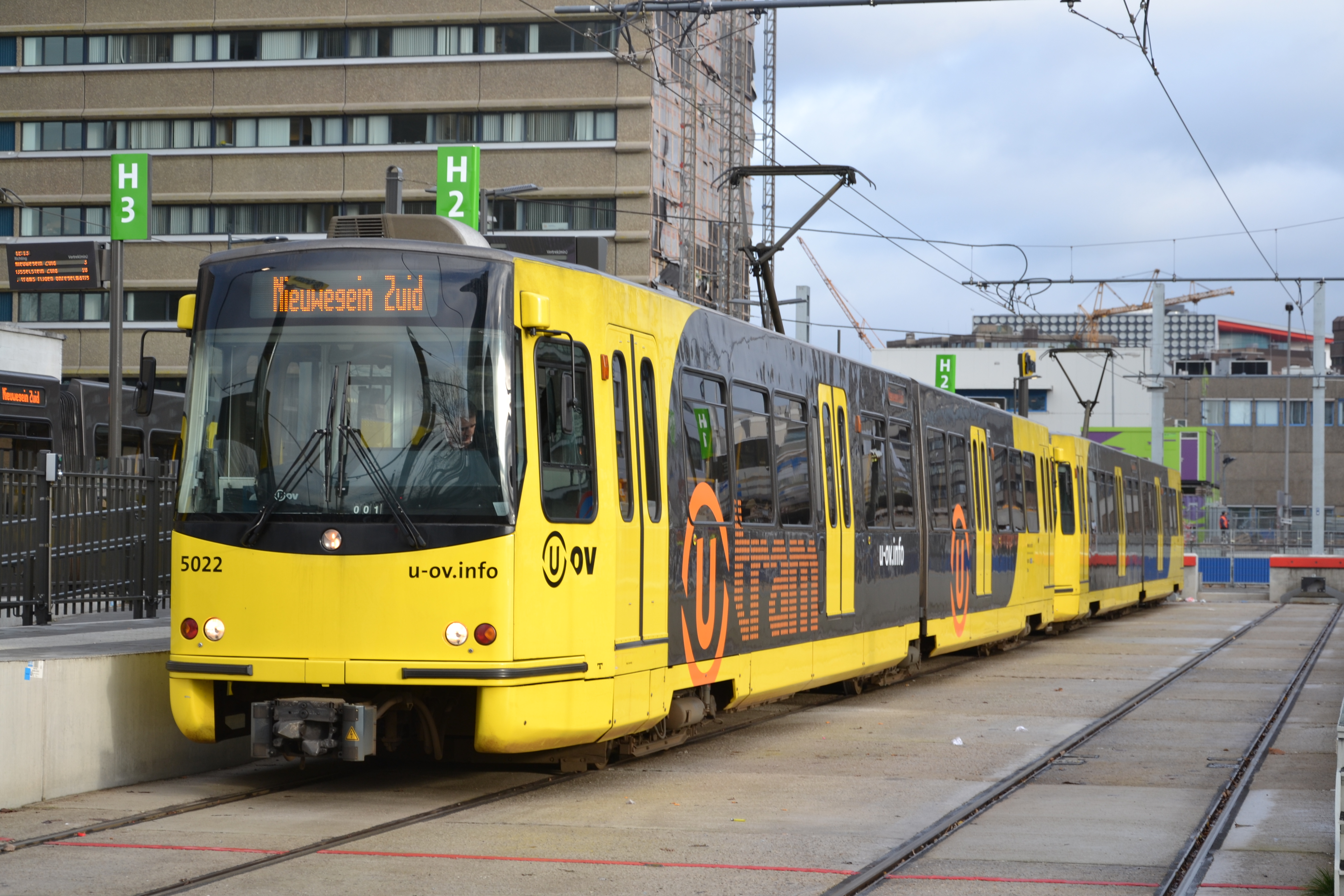
Zwitserse tram in Utrecht.

### Sneltram Utrecht - Nieuwegein/IJsselstein
De sneltram tussen Utrecht Centraal en Nieuwegein/IJsselstein is in delen geopend in periode 1983-1985 om zo de nieuwbouwwijken in de satellietsteden Nieuwegein en IJsselstein met Utrecht te verbinden. Aanvankelijk zou een spoorlijn worden aangelegd, maar er is gekozen voor een sneltram. In 2020 vond een grootschalige renovatie plaats die het net geschikt maakte voor lagevloertrams; deze gingen begin 2021 in dienst.
- Zie verder: Utrechtse sneltram

### Sneltram Rotterdam

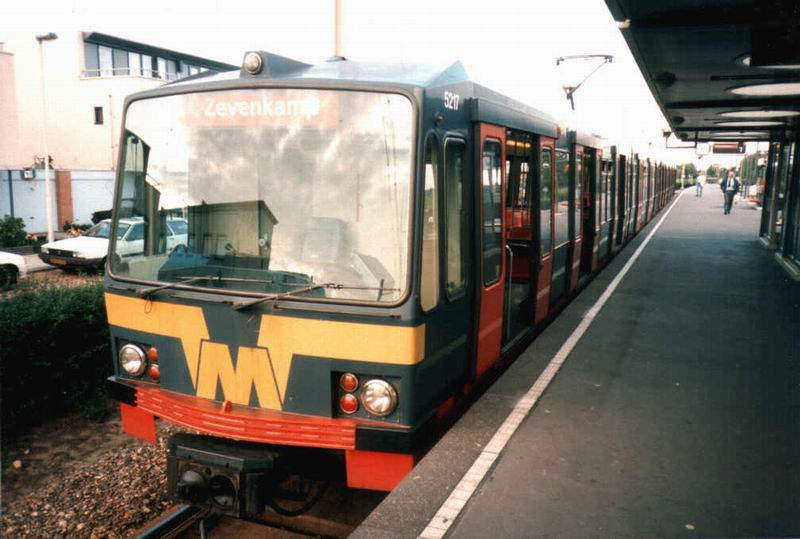
Een metro/sneltramstel uit de 5200 serie in oude stijl op de Calandlijn.

De sneltram van de RET in Rotterdam-Prins Alexander is een onderdeel van de metro (lijn A en lijn B). Het eerste deel van deze sneltramlijn werd geopend in 1983. De gemeente wilde uit kostenoverwegingen geen metro maar een sneltram aanleggen in Prins Alexander. Om het recht op subsidie voor metroaanleg te behouden, heeft men gekozen voor hetzelfde profiel als de gewone metrolijnen, met een bakbreedte van 2,73 m. De bovenleidingspanning is net als de Rotterdamse metro 750 volt gelijkspanning.
Omdat het sneltrammaterieel, afgezien van de aanwezigheid van een pantograaf voor het rijden onder bovenleiding en een aantal aanpassingen om het zicht van de bestuurder voldoende te waarborgen bij gelijkvloerse kruisingen, grotendeels gelijk is aan het metromaterieel, wordt deze sneltram meestal aangeduid als metro, hoewel het hier juridisch gezien om een tram gaat.
Ook lijn E van de Rotterdamse metro is uitgevoerd als sneltram tussen Rotterdam Melanchthonweg en Den Haag Centraal.
In de periode 2017-2019 is de spoorlijn Rotterdam Centraal – Hoek van Holland Strand verbouwd tot sneltram. Deze lijn is in 2019 aangesloten op de Rotterdamse metro- en sneltramstelsel ter hoogte van metrostation Schiedam Centrum en ontvlochten van het spoorwegnet (behalve voor goederenvervoer). Metrolijn B rijdt sindsdien tussen Nesselande en Hoek van Holland Strand. Lijn A rijdt doordeweeks in de spitsuren naar Vlaardingen West.
- Zie verder: Rotterdamse metro

### Sneltram Amsterdam Centraal – Amstelveen Westwijk

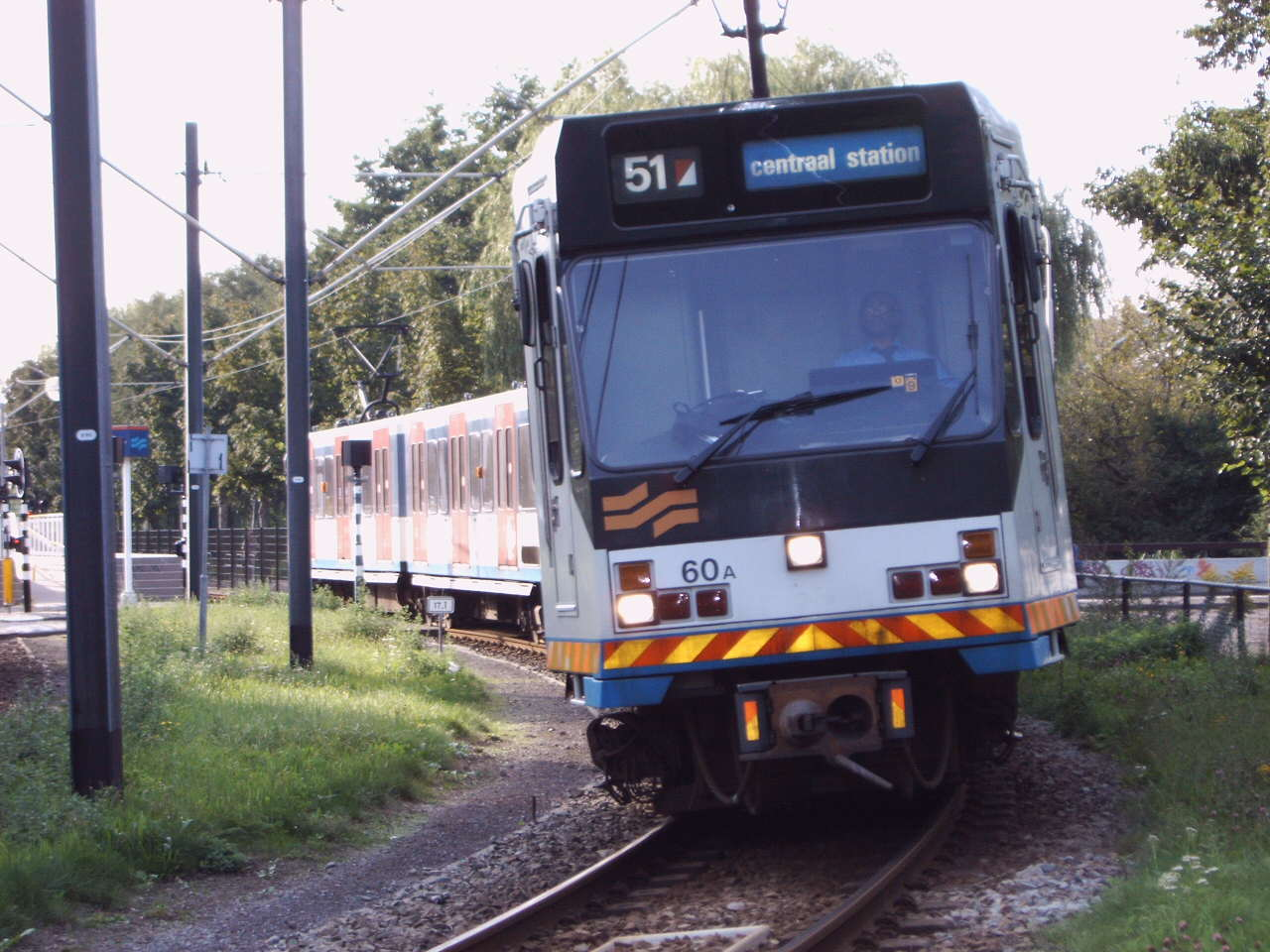
Sneltram 51 bij halte Amstelveen Poortwachter.

Op 30 november 1990 werd de Amstelveenlijn (sneltramlijn 51) geopend. Deze lijn was van station Amsterdam Centraal tot station Amsterdam Zuid een metro (lag geheel op vrije baan en kreeg spanning via een derde rail). Vanaf daar reed het voertuig verder als sneltram naar Amstelveen Poortwachter (vanaf 2004: Westwijk).
Op het deel in Buitenveldert en Amstelveen nam de tram spanning af via een pantograaf. Omdat er over een deel van het traject ook een stadstram rijdt (lijn 5 naar Amstelveen Centrum), is voor dit traject gekozen voor de tramspanning van 600 volt. Vanwege het grote verschil in vloerhoogte tussen de sneltrams en de gewone trams, waren de haltes hier voorzien van zowel een hoog sneltramperron als een laag stadstramperron.
In de begintijd had de sneltram op station Amsterdam Zuid veel problemen met omschakelen van derde rail naar pantograaf, van 750 volt naar 600 volt en het wegklappen van de treeplanken. Deze treeplanken waren nodig om de afstand te overbruggen tot het perron van de metrolijn: deze perrons zijn berekend op de 3 meter brede metro, waar de sneltrams slechts 2,65 meter breed waren. Op 2 maart 2019 reed de sneltram voor het laatst en het sneltramgedeelte werd verbouwd tot een normale "snelle" tram. De verbouwing duurde tot 13 december 2020, waarna tramlijn 25 op dat traject ging rijden.
- Zie verder: Metro/sneltramlijn 51

### RandstadRail

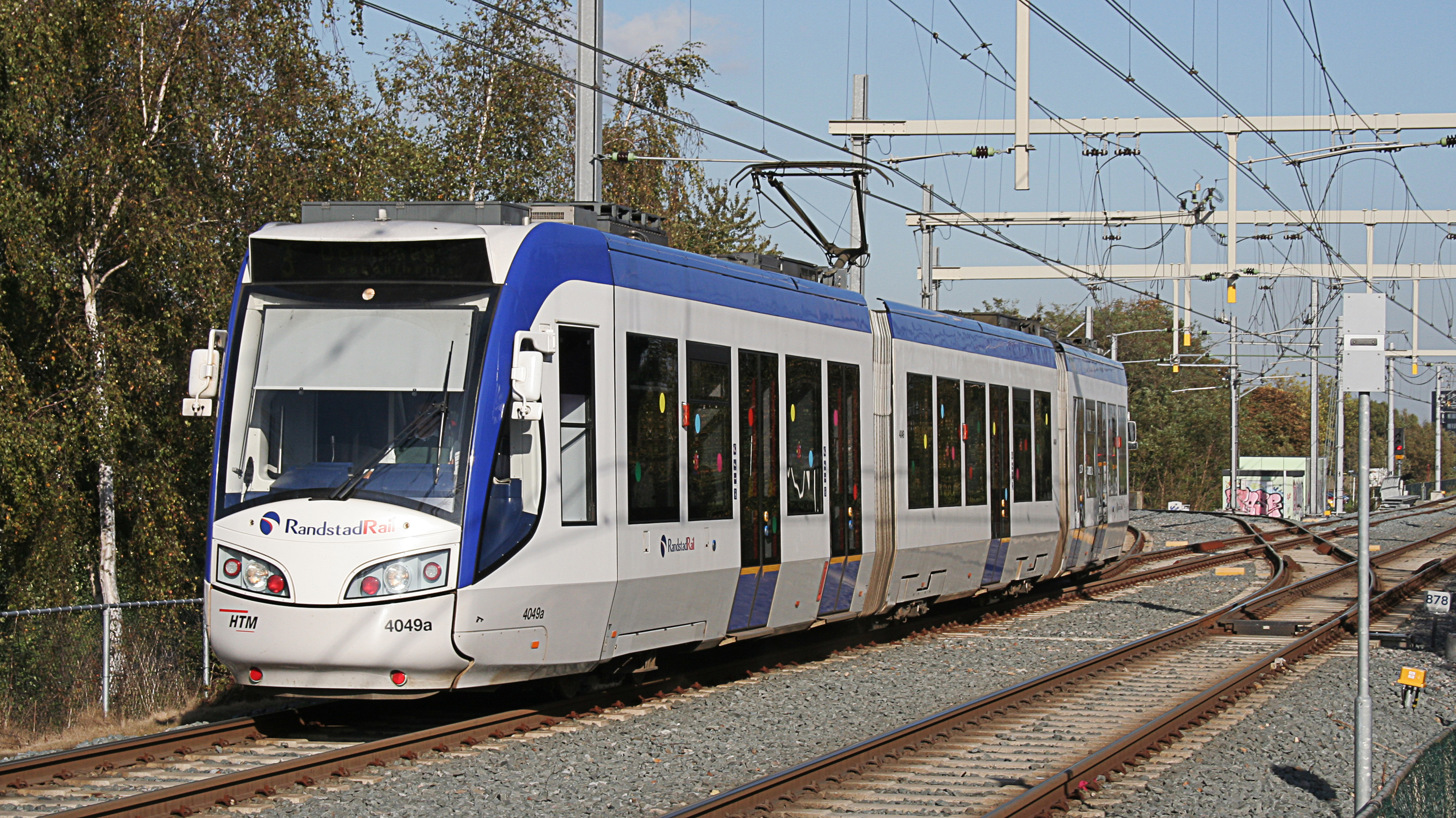
Sneltram voor lijn 3/4 van RandstadRail.

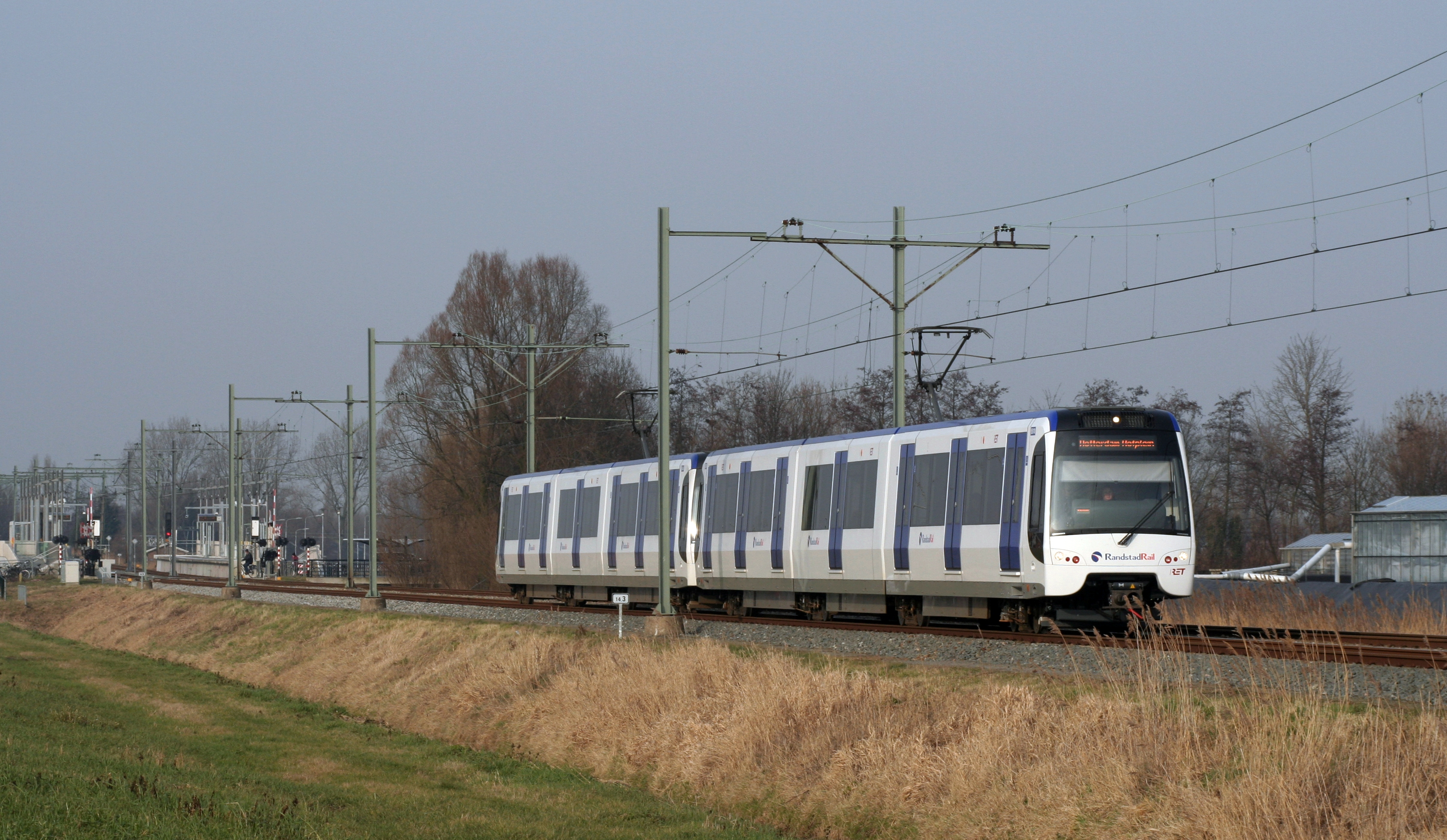
Sneltram op Lijn E van Randstadrail.

RandstadRail is een in 2006 in gebruik genomen lightrailnetwerk in Zuid-Holland. In 2005 en 2006 werd de Zoetermeer Stadslijn verbouwd tot een metro-achtige sneltramlijn. Twee Haagse tramlijnen werden gekoppeld aan de bestaande spoorlijn van Den Haag Centraal naar Zoetermeer.
Het traject van de vroegere Hofpleinlijn tussen Den Haag en Rotterdam is aangepast aan het profiel en de bovenleidingsspanning van de Rotterdamse sneltramlijn. Vanaf 10 september 2006 wordt op deze lijn, metrolijn E, hetzelfde materieel ingezet als op de andere Rotterdamse metrolijnen.
De lijnen tussen Den Haag en Zoetermeer kennen een ander profiel. De sneltrams op deze route hebben dezelfde breedte als de RET-metro/sneltrams, maar hebben een lage vloer. Dit omdat deze sneltrams in Zoetermeer als sneltram rijden, maar vervolgens in Den Haag verder rijden als een gewone stadstram. Door de lage vloer kunnen deze trams ook stoppen bij haltes op straatniveau.
Op het gedeelte waar beide soorten materieel rijden zijn net als bij de Amstelveenlijn lage en hoge perrons op de haltes aangelegd. Dit is ook het geval tussen Den Haag Laan van NOI en Leidschenveen.
- Zie verder: RandstadRail.

## Sneltrams in België

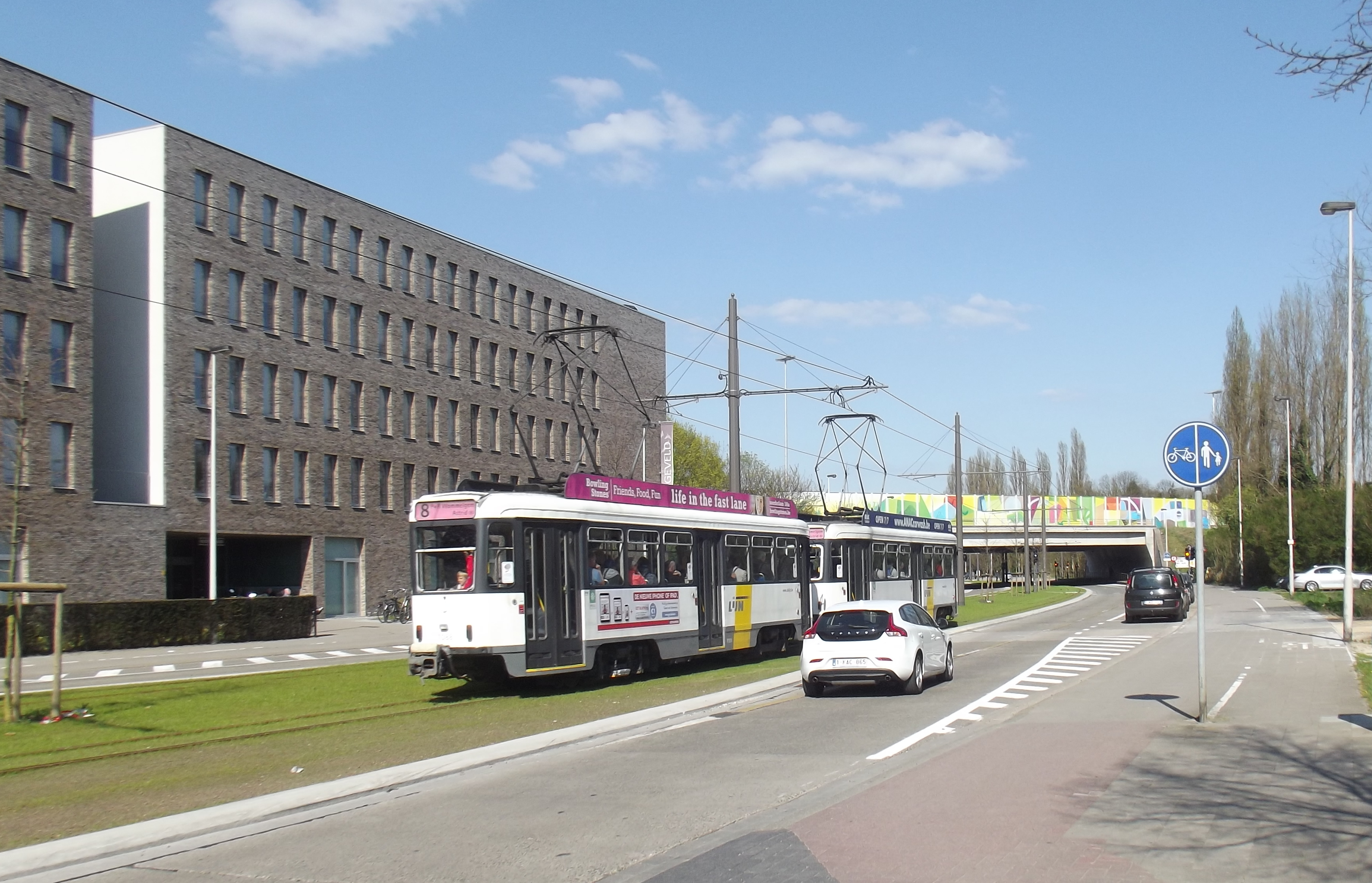
Traject van lijn 8 in Antwerpen.

In België zijn geen tramlijnen met speciale trams met lange wagenbakken, die slechts geschikt zijn voor hoge perrons van circa 80 cm. Wel zijn er lijnen in dienst met een hoge exploitatiesnelheid.

### In gebruik
De tramlijn van Antwerpen naar Wommelgem (tramlijn 8) heeft zowel in de binnenstad (ondergronds als) als daarbuiten (bovengronds) de kenmerken van een sneltram. Binnen de Antwerpse ring maakt deze tram gebruik van de premetrotunnels die door het Pegasusplan opengesteld zijn. Het aantal geopende haltes in de Reuzenpijp is beperkt zodat de commerciële snelheid hoog is; de gewone tramlijn die er bovengronds rijdt, heeft daar wel meer haltes.
Verder kunnen lijn 3 van de Métro Léger de Charleroi en lijnen 3, 4 en 7 van de Brusselse tram gezien worden als stedelijke sneltrams, alhoewel het hier eerder gaat om klassieke stadstrams die voor een deel van het traject gebruikmaken van tunnels. De afstand tussen de haltes is bijvoorbeeld niet groter in vergelijking met klassieke stedelijke tramlijnen. Overigens is in 2022 de aanleg gestart van de Brusselse metrolijn 3, waardoor op termijn tramlijnen 3 en 4 uit de ondergrondse Noord-Zuidpremetro zullen verdwijnen.
De Kusttramlijn wordt doorgaans geklasseerd als klassieke regionale tram of interurban. Maar met een gebruikelijke maximumsnelheid van bijna 80 km per uur heeft deze lijn wel enkele kenmerken van een sneltramlijn.

### In studie
Gelijkaardig aan het Meerjarenplan Lightrail in Nederland, werd in 2009 voor Vlaanderen een Mobiliteitsvisie 2020 uitgewerkt door De Lijn, waarin heel wat sneltrams voorgesteld worden. Daarvan is één lijn in gebruik genomen.

## Sneltrams in andere landen

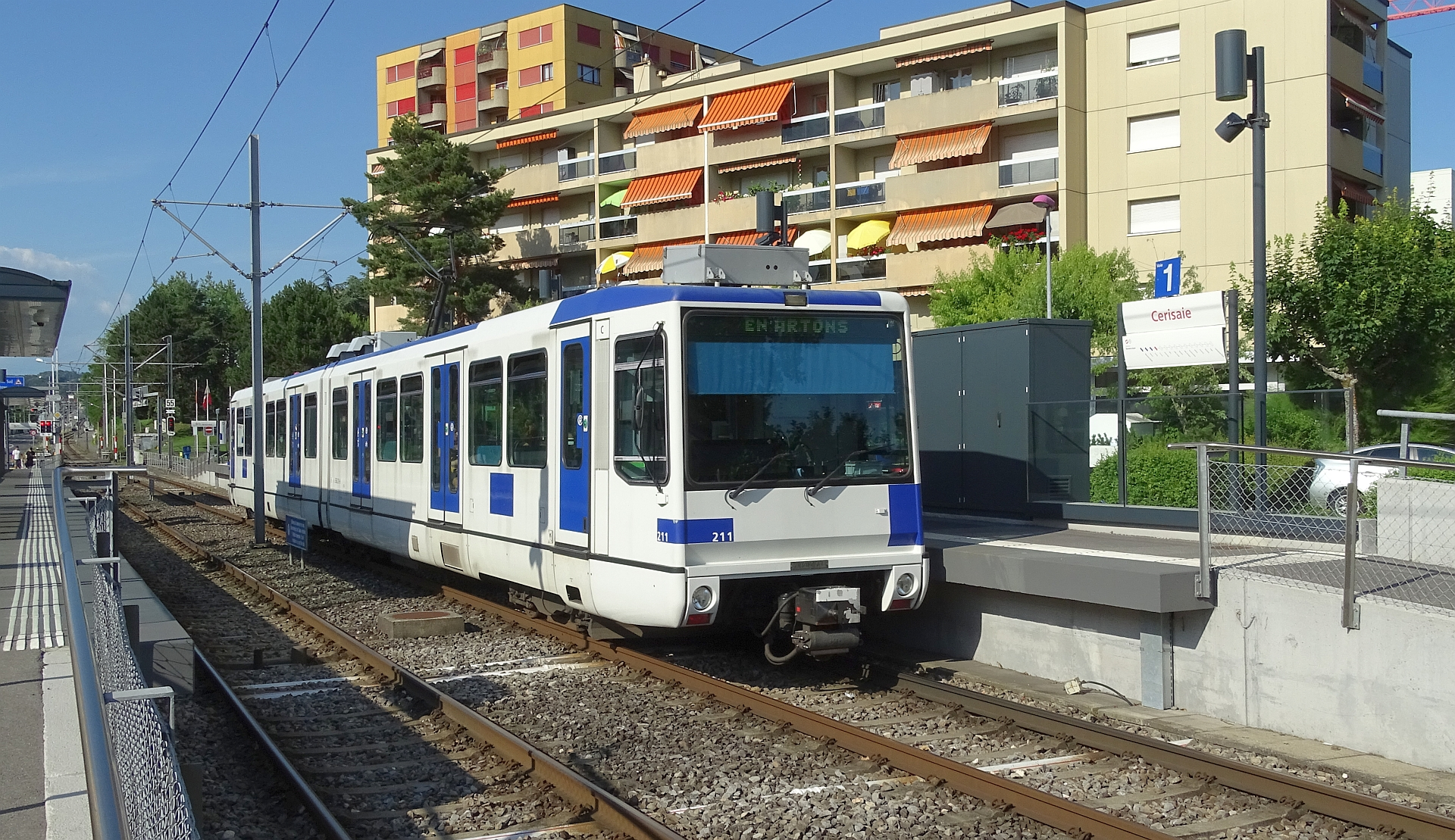
Sneltram M1 in Lausanne.

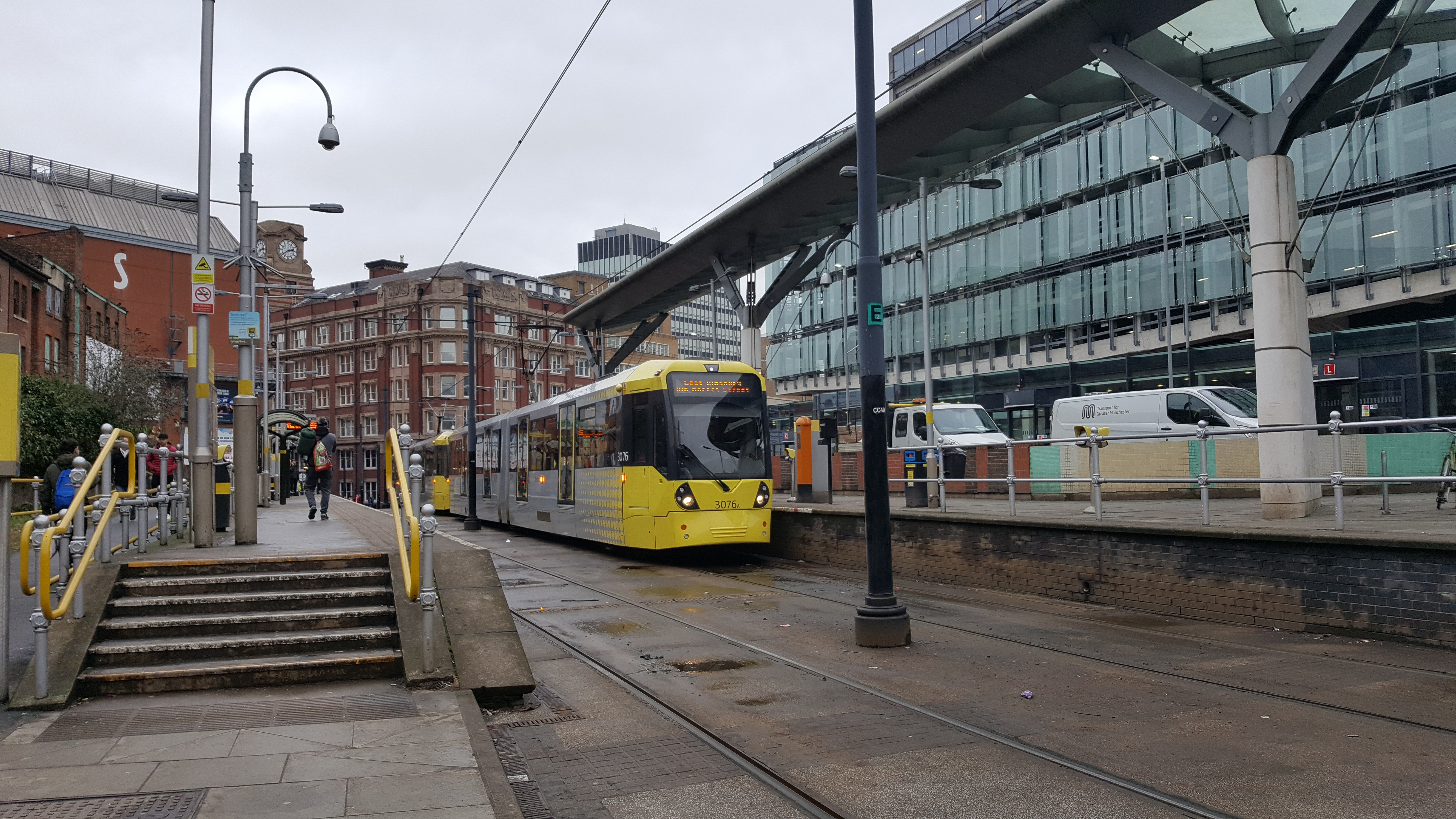
Sneltram in Manchester.

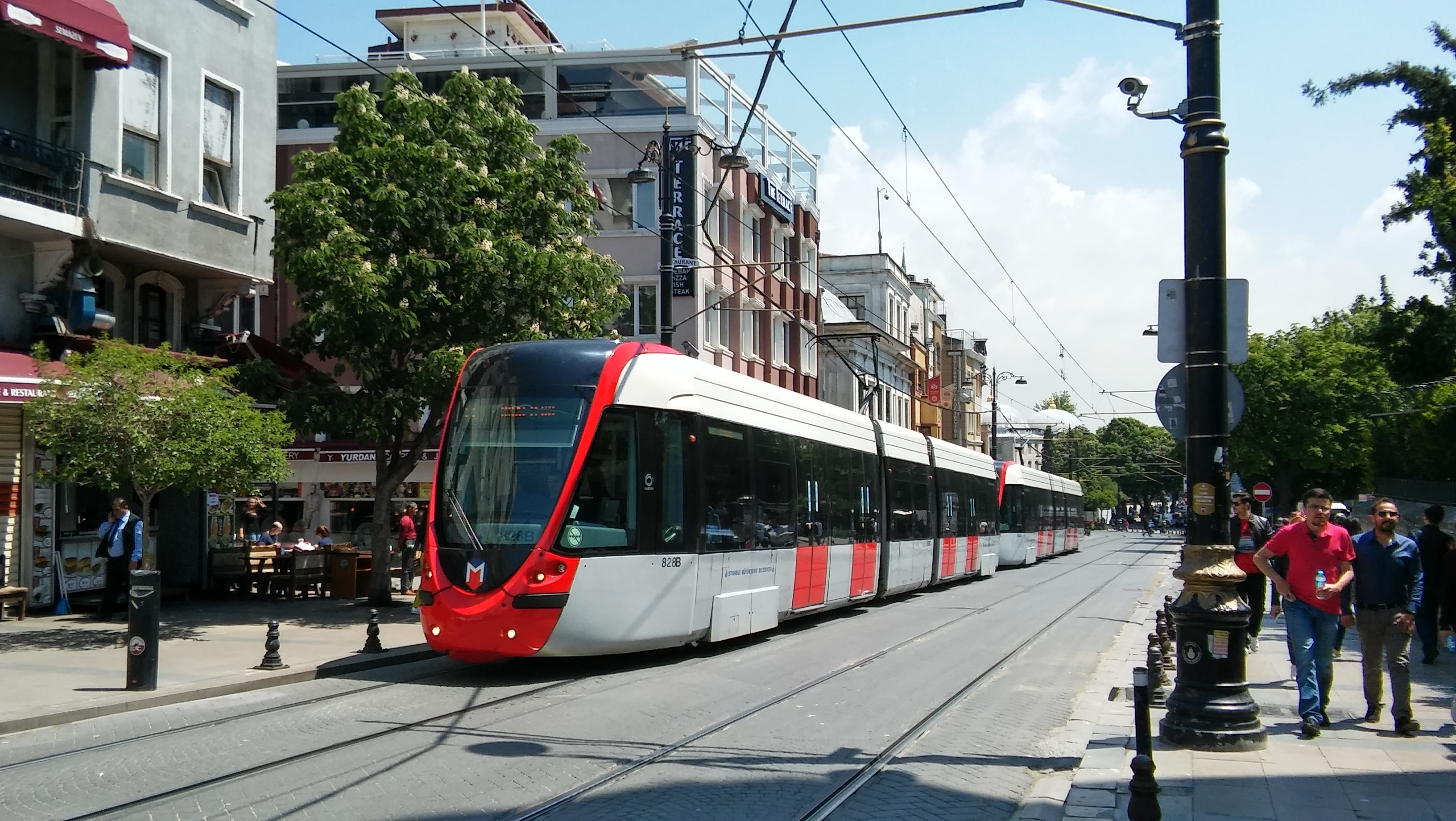
Alstom Citadis X-04 in Istanboel.

De Duitse Stadtbahn-systemen zijn ook met de Nederlandse sneltram te vergelijken daar waar de lijnen de buitenwijken bedienen; in het centrum wordt er dan als semimetro gereden. Veel van de Noord-Amerikaanse lightrail-systemen hebben ook overeenkomsten met de sneltram.
In het Zwitserse Lausanne rijdt een sneltram (M1) naar Nieuwegeins voorbeeld. Deze lijn is echter grotendeels enkelsporig en kent een kort traject als semimetro.
In Frankrijk werden verschillende oude spoorlijnen in stedelijk gebied verbouwd naar sneltramlijnen: zoals T3 in Lyon en T4 rond Parijs. Deze laatste behaalt hoge snelheiden op spoorwegtrajecten.
In en om de Britse stad Manchester wordt een groot tramnet met sneltrams geëxploiteerd. Deze trams hebben een hoge vloer en dezelfde maatvoering –circa 28 m lang en 2,65 m breed, op op zes assen– als de Nederlandse sneltrams gebouwd in de jaren 1980 en 1990. Ook in het centrum zijn de haltes voorzien van een hoog perron.
Lijn M1 in Oslo is ooit begonnen als interlokale tram, maar maakt nu deel uit van de Metro van Oslo.
Als verlenging van de stadstram in Luxemburg startte de regering in 2024 studies voor een toekomstige sneltramlijn Luxemburg - Esch-sur-Alzette.
De Turkse metropool Istanboel kent twee sneltramlijnen: T1 en T4. Lijn T1 is in 2011 overgeschakeld van sneltrams met hoge vloer naar types met een lagevloer, T4 rijdt vanaf het begin met materieel met een hoge vloer. In Mexico-Stad sluit de Xochimilco sneltram aan op het zuidelijke eindpunt van metrolijn 2. In Fortaleza rijden sinds 2017 zelfs sneltrams met een dieselmotor.

## Alternatieve betekenis

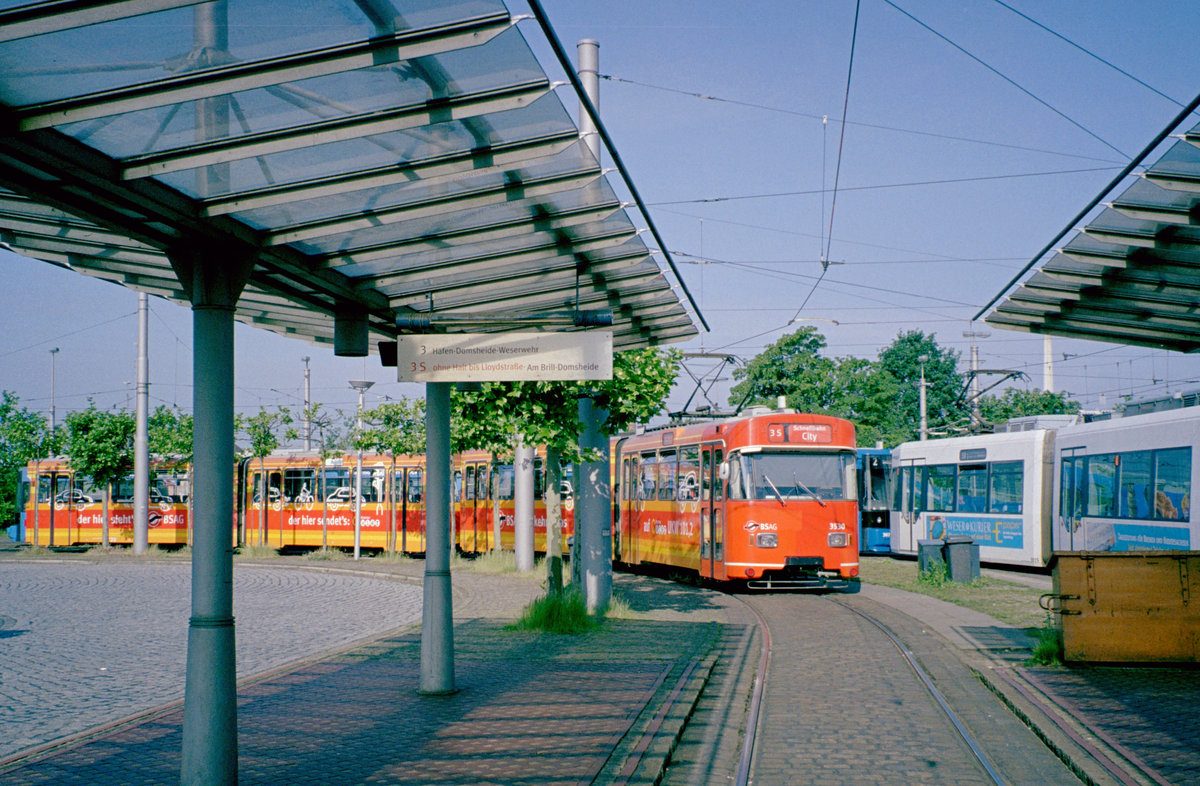
Lijn 3S in Bremen.

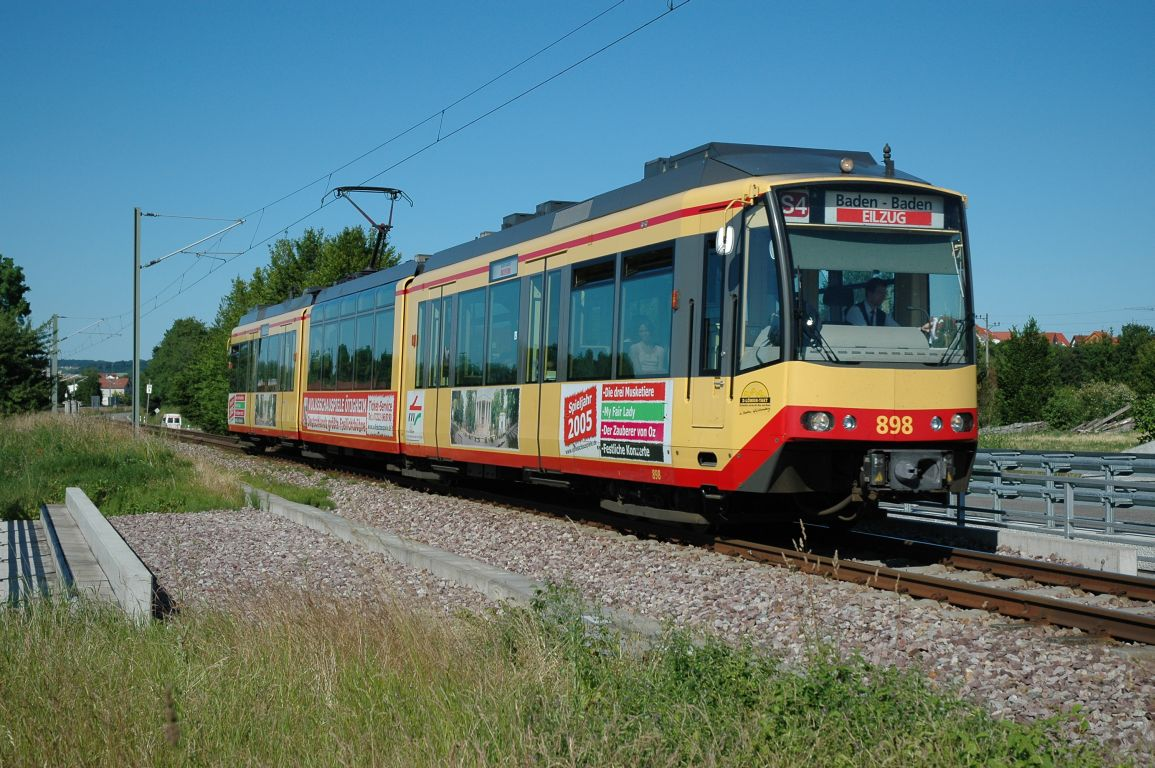
Eilzug in de regio Karlsruhe.

Een alternatieve betekenis zijn tramdiensten met een expres karakter. Deze betekenis van sneltram is een "sneldienst" (bij de NZH "versnelde tram" geheten) op een tramlijn. Daarbij wordt (soms slechts op deeltrajecten) een aantal haltes overgeslagen. De reiziger bereikt dan eerder de bestemming dan met de gewone tramdienst. 
In Bremen bestaat dit fenomeen nog steeds: de lijnnummers krijgen een toevoeging van een S, zoals bijvoorbeeld bij tramlijn 1S en 4S. In Darmstadt (lijn 6) en in de Metropoolregio Rijn-Neckar (lijn 8 en 9) bestaan deze diensten ook, maar onder geheel eigen lijnnummers. Ook op de lange uitlopers van de Stadtbahn van Karlsruhe rijden expres-trams. Deze worden als Eilzug (meervoud Eilzüge) aangeduid, een term die lange tijd in de Duitse taal voor exprestreinen werd gebruikt.

### Voormalige sneldiensten
In het verleden kwam dit fenomeen vaker voor. Op het uitgebreide net van de stadtbahn van Karlsruhe reden sneldiensten op lijn S4; eerst aangeduid als Eilzug, later als S4 Sprinter tot het einde medio december 2022. Ook reed tot medio april 2022 deels op het traject van lijn 10 van de stadtbahn van Hannover ook de lijn met aanduiding E, die daar enkele haltes oversloeg. Op de lijn van de Kusttram reden van 2007 tot 2015 enkele "sneltrams", onder de marketingnaam X-tra, voornamelijk in de ochtend- en avondspits. Ook in eerdere perioden kwam dit voor op de Kusttramlijn. Die ritten toonden dan op de filmrol "Oostende direct" of "De Panne direct". In de jaren 1980 reed een interlokale lijn bij Bern ook sneldiensten.